# Acacia robbertsei
Acacia robbertsei é uma espécie de leguminosa do gênero Acacia, pertencente à família Fabaceae.